# 西片
西片（にしかた）は、東京都文京区の町名。現行行政地名は西片一丁目および西片二丁目。住居表示実施済区域。

## 地理
東京大学が近隣にあり、多数の学者や文化人が住んだため、学者町として知られた。関東大震災や東京大空襲の被害を免れたが、昭和の面影は失われつつある。

### 地価
住宅地の地価は、2025年（令和7年）1月1日の公示地価によれば、西片1-11-5の地点で143万円/m2となっている。

## 歴史
江戸時代中期～後期、備後福山藩・阿部家の中屋敷があった地域が、明治期に「駒込西片町」になった。
1872年（明治5年）に尾根道の中山道（本郷通り）を挟んで両側が町になり、その際、街道の東側を東片町、西側を西片町と名づけた。谷下は庶民の居住地であった。備後福山藩主・阿部家の中屋敷を、明治から昭和初期にかけて、阿部家自らが高級住宅地として開発した。結果、一面が「西片町10番地」となり、その枝番も錯綜してしまったため、正式な住所ではないものの、いろは順による一種の住居表示が行われていた。
1964年8月1日、駒込西片町の全部に周辺の駒込東片町、田町、丸山福山町、森川町、柳町の各一部が合併され成立。

## 世帯数と人口
2025年（令和7年）3月1日現在（文京区発表）の世帯数と人口は以下の通りである。
| 丁目       | 世帯数    | 人口    |
| ---------- | --------- | ------- |
| 西片一丁目 | 1,343世帯 | 2,615人 |
| 西片二丁目 | 1,585世帯 | 3,119人 |
| 計         | 2,928世帯 | 5,734人 |

### 人口の変遷
国勢調査による人口の推移。
| 年                 | 人口  |
| ------------------ | ----- |
| 1995年（平成7年）  | 4,759 |
| 2000年（平成12年） | 4,640 |
| 2005年（平成17年） | 5,069 |
| 2010年（平成22年） | 5,255 |
| 2015年（平成27年） | 5,426 |
| 2020年（令和2年）  | 5,843 |

### 世帯数の変遷
国勢調査による世帯数の推移。
| 年                 | 世帯数 |
| ------------------ | ------ |
| 1995年（平成7年）  | 2,033  |
| 2000年（平成12年） | 2,114  |
| 2005年（平成17年） | 2,415  |
| 2010年（平成22年） | 2,639  |
| 2015年（平成27年） | 2,797  |
| 2020年（令和2年）  | 3,084  |

## 学区
区立小・中学校に通う場合、学区は以下の通りとなる（2020年9月現在）。
| 丁目       | 番地         | 小学校             | 中学校             |
| ---------- | ------------ | ------------------ | ------------------ |
| 西片一丁目 | 19番         | 文京区立柳町小学校 | 文京区立第三中学校 |
| 西片一丁目 | 1〜15番 17番 | 文京区立誠之小学校 | 文京区立第六中学校 |
| 西片二丁目 | 全域         | 文京区立誠之小学校 | 文京区立第六中学校 |

## 事業所
2021年（令和3年）現在の経済センサス調査による事業所数と従業員数は以下の通りである。
| 丁目       | 事業所数  | 従業員数 |
| ---------- | --------- | -------- |
| 西片一丁目 | 156事業所 | 1,566人  |
| 西片二丁目 | 80事業所  | 542人    |
| 計         | 236事業所 | 2,108人  |

### 事業者数の変遷
経済センサスによる事業所数の推移。
| 年                 | 事業者数 |
| ------------------ | -------- |
| 2016年（平成28年） | 274      |
| 2021年（令和3年）  | 236      |

### 従業員数の変遷
経済センサスによる従業員数の推移。
| 年                 | 従業員数 |
| ------------------ | -------- |
| 2016年（平成28年） | 2,807    |
| 2021年（令和3年）  | 2,108    |

## 著名な住民
- 市原豊太 - 仏文学者
- 上田敏 - 英文学者、詩人
- 宇野浩二 - 作家
- 木下杢太郎 - 詩人、医師
- 木村徳三 - 編集者
- 今日出海 - 作家、文芸評論家
- 今東光 - 作家、僧侶
- 笹川臨風 - 歴史家、評論家、俳人
- 佐佐木信綱 - 歌人、国学者
- 佐藤達次郎 - 医学者
- 高木卓 - 小説家、ドイツ文学者、音楽評論家
- 瀧廉太郎 - 作曲家
- 田口卯吉 - 経済学者
- 武田五一 - 建築家
- 立花隆 - ジャーナリスト
- 坪井正五郎 - 人類学者
- 長岡半太郎 - 物理学者
- 長田秀雄 - 詩人、作家、劇作家
- 半井桃水 - ジャーナリスト。樋口一葉の師
- 夏目漱石 - 英文学者、作家
- 樋口一葉 - 作家。1894年（明治27年）5月に転居し、「たけくらべ」をはじめとする代表作を執筆し、亡くなるまで居住した（旧：丸山福山町4番地）。同地には後に森田草平も居住した。
- 藤田晴子 - ピアニスト
- 古屋恒次郎 - 薬学者
- 二葉亭四迷 - 露文学者、作家
- 牧野富太郎 - 植物学者
- 森田草平 - 作家
- 望月衛 - 心理学者
- 魯迅 - 小説家、翻訳家、思想家
- 和田万吉 - 国文学者、図書館学者、書誌学者
- 和辻哲郎 - 倫理学者

## その他

### 日本郵便
- 郵便番号 : 113-0024[3]（集配局 : 本郷郵便局[21]）。